# Yumeiro Pâtissière
Yumeiro Pâtissière (夢色パティシエール?, Yumeiro Patishiēru, lett. "La pasticcera del colore dei sogni") è un manga shōjo scritto e disegnato da Natsumi Matsumoto, pubblicato in Giappone sulla rivista Ribon di Shūeisha dall'ottobre 2008 al luglio 2011.
Dal manga è stato tratto un anime di due stagioni da parte della Pierrot e lo Studio Hibari, andato in onda in Giappone su Yomiuri TV tra l'ottobre 2009 e il dicembre 2010. La Konami si è occupata della creazione delle carte collezionabili legate alla serie ed al mondo dei dolci.
È stato pubblicato un ricettario della serie dal titolo Yumeiro Pâtissière - Special Recipe Book: Oyako de tsukuru hajimete no sweets (夢色パティシエール スペシャルレシピブック 親子で作るはじめてのスイーツ?) (ISBN 978-4-08-102082-9) il 1º dicembre 2009 da Shūeisha.
L'opera ha vinto il 56º Shogakukan Manga Award come 'miglior manga per ragazzi 2010'.

## Trama
Ichigo Amano è una ragazza che frequenta le scuole medie e senza nessun talento in particolare, soprattutto se messa a confronto con la talentuosa sorellina che suona il pianoforte. Unico pregio della ragazza è di saper riconoscere con un solo morso tutti gli ingredienti con cui vengono preparati i dolci, merito della nonna pasticcera e della passione della ragazzina per i dolci stessi. Un giorno, mentre è in corso una competizione di pianoforte, Ichigo si trova in un centro commerciale dove si tiene una dimostrazione di pasticceria della famosa scuola Saint Marie, dove sua nonna aveva studiato. Stupendosi della capacità di riconoscimento degli ingredienti della ragazza, Henri, un insegnante della scuola, la spinge ad iscriversi. Le avventure di Ichigo alla Saint Marie sono tante, tante quanto gli ostacoli che riuscirà a superare grazie all'amore per i dolci e al rapporto costruito con i suoi tre compagni di squadra. Tutto è appunto incentrato sul sogno della protagonista: riuscire a far sorridere le persone con i suoi dolci. Come sfondo, non meno importanti, ci sono i sogni dei "Principi dei Dolci", tre ragazzi uno diverso dall'altro che hanno capacità enormi nella preparazione dei dolci, ognuno ha una sua specialità e faranno gruppo con Ichigo per diventare pasticceri professionisti. Piano piano alcuni caratteri si sviluppano, in particolare quello di uno dei tre ragazzi, Makoto Kashino: sembra infatti che il ragazzo da freddo e glaciale, grazie all'amicizia di Ichigo, riesca a far emergere dal suo carattere la parte migliore.

## Personaggi

Da sinistra: Ichigo, Makoto, Satsuki e Sennosuke

### Personaggi principali
Ichigo Amano (天野 いちご?, Amano Ichigo)
Doppiata da: Aoi Yūki (ed. giapponese)
Protagonista della storia, ha 14 anni ed è nata il 5 gennaio sotto il segno del Capricorno; è una ragazza che ama profondamente i dolci, ottimista, molto vivace e piuttosto goffa, da qui la tendenza a cadere (soprattutto dalle scale) e a fare inizialmente pasticci. Sua madre è inizialmente delusa da lei perché sembra che la ragazza non abbia alcun talento particolare in confronto alla sorella più giovane, Natsume, che è una promettente pianista. L'unica cosa che sa fare è individuare con grande accuratezza gli ingredienti utilizzati nei dolci e a causa di ciò viene notata da Henri Lucas, un genio pasticciere, durante una fiera dei dolci. Su suo incoraggiamento si trasferisce quindi alla prestigiosa accademia Saint Marie, al fine di diventare una pasticcera come lo era sua nonna. Conosciuta per la sua smodata golosità di dolci, afferma, infatti, con convinzione, che le persone hanno uno stomaco apposito per questi (che nel suo caso pare proprio senza fondo). Mentre la storia progredisce e Ichigo diventa sempre più abile come pasticciera, la ragazza incontra nuovi amici e rivali, superando ogni difficoltà grazie al suo buon cuore, al suo duro lavoro e al suo amore per l'arte pasticcera e conquistando la stima dei tre Principi dei Dolci della scuola (anche se non si rende conto che questi hanno un certo debole per lei) con cui finisce in gruppo nel primo episodio. Successivamente Ichigo diventa capitano della squadra formata da lei e dai tre ragazzi per Cake Grand Prix. Ammira moltissimo Henri Lucas, colui che l'ha spinta a iscriversi alla accademia. È determinata a creare dei dolci che facciano felici chi li assaggia dopo aver mangiato, da piccola, il tortino di fragole di sua nonna, che le aveva fatto ritrovare il sorriso dopo un pianto. Prova dei sentimenti per Kashino ma non da subito, anzi litiga spesso con lui per le sue prese in giro ma piano piano diventano sempre più amici fino a innamorarsi l'uno dell'altra, faticando però ad ammetterlo. Alla fine della seconda stagione quando il ragazzo riesce finalmente a dichiararsi e i due si scambiano il loro primo bacio, in quel momento Ichigo riceve una chiamata da Henri Lucas che la avvisa di voler aprire un nuovo negozio a Londra, e così i due ragazzi sono pronti per partire insieme verso una nuova avventura. Il suo Spirito dei Dolci, nonché migliore amica, è Vanilla.
Makoto Kashino (樫野 真?, Kashino Makoto)
Doppiato da: Nobuhiko Okamoto (ed. giapponese)
È uno dei tre Principi dei Dolci della scuola ed è specializzato nei dolci al cioccolato. Ha 14 anni ed è nato il 18 aprile sotto il segno dell'Ariete. Talvolta è preso in giro per la sua altezza, perché è il più basso tra i principi. La sua famiglia, molto prestigiosa, possiede un ospedale e vorrebbe che Kashino diventasse un dottore, ma lui non vuole saperne, per questo motivo i suoi genitori disapprovano i suoi studi. Per rimanere alla St.Marie fa un patto coi genitori per cui deve mantenere il massimo dei voti. È un ragazzo poco socievole e pungente, ha un carattere parecchio irascibile ed è molto esigente, con se stesso e con gli altri. È inoltre estremamente sicuro di sé e appare freddo a tutti (tranne che al suo amico d'infanzia Ando) ma è anche un ragazzo onesto e leale e, anche se fatica a dimostrarlo, tiene molto agli amici. Ha molto talento nel disegno. È orgoglioso delle sue tecniche di creazione e manipolazione del cioccolato e si propone come obiettivo di diventare un pasticciere di prima classe. Ammira molto suo zio che fa il chocolatier, e spesso quando era piccolo passava un sacco di tempo nel suo negozio. È letteralmente perseguitato da Miya Koshiro, ricca e viziata ereditiera che è follemente innamorata di lui e che lui non sopporta. È un classico esempio di personalità tsundere. Nel corso della storia, sviluppa dei sentimenti per Ichigo, nonostante i loro costanti litigi, fino ad innamorarsene. Rimprovera spesso Ichigo, ma sa sempre incoraggiarla quando ne ha bisogno; con il tempo diventa molto geloso di lei e non sopporta quando un ragazzo le si avvicina. Nell'ultimo episodio della seconda stagione, riesce a dichiararsi a Ichigo, che scopre ricambiare, chiedendole di restare insieme per sempre e i due si scambiano il loro primo bacio. Proprio in quel momento, Ichigo riceve una chiamata da Henri Lucas che la avvisa di voler aprire un nuovo negozio a Londra così Kashino prende per mano la ragazza e i due partono per cominciare insieme una nuova avventura. Il suo Spirito dei Dolci è Chocolat.
Satsuki Hanabusa (花房 五月?, Hanabusa Satsuki)
Doppiato da: Tsubasa Yonaga (ed. giapponese)
È uno dei tre Principi dei Dolci della scuola ed è specializzato in sculture, caramelle e dolci a forma e a base di fiori (soprattutto rose). Ha 14 anni ed è nato il 2 ottobre sotto il segno della Bilancia; pur essendo nato ad ottobre, il suo nome, "Satsuki", significa "quinto giorno del mese di maggio", perché i suoi genitori si incontrarono la prima volta proprio quel giorno in un roseto. Il suo sogno è quello di lavorare insieme alla madre, una maestra floreale giapponese che ha studiato all'accademia St.Marie ed è una delle professoresse. Suo padre era un floricoltore specializzato in rose e morì in un incidente stradale alcuni anni prima dell'inizio della vicenda. In ricordo di suo padre ha una bottiglietta di pregiatissima acqua di rose. Da quando suo padre è morto Hanabusa sente il dovere, come da sua richiesta, di essere gentile con la madre e con tutte le donne in generale. Per tale motivo ora è estremamente galante con tutte le ragazze. Sembra anche essere narcisista, infatti Café, il suo Spirito dei Dolci, dichiara che Hanabusa ogni mattina passa più di un'ora a prepararsi per la scuola e lo vediamo in più di un'occasione preoccuparsi del suo aspetto. Tende a flirtare spesso con Ichigo (molto più che con le altre ragazze perché pare abbia un certo interesse in lei), ma lei non se ne rende conto, smotando spesso il suo ego.
Sennosuke Ando (安堂 千乃介?, Andō Sennosuke)
Doppiato da: Shinya Hamazoe (ed. giapponese)
È uno dei tre Principi dei Dolci della scuola ed è specializzato in dolci giapponesi. Ha 14 anni ed è nato il 25 febbraio sotto il segno dei Pesci. Il suo sogno è aprire un negozio proprio accanto alla pasticceria tradizionale della sua famiglia (Yumetsuki), vendendo dolci che uniscano tradizione giapponese e occidentale. È il maggiore di cinque fratelli e spesso aiuta nel negozio di famiglia durante le vacanze o nel fine settimana. È amico d'infanzia di Kashino, che chiama spesso "Ma-chan" (nel manga) o "Ma-kun" (nell'anime). È un gran lavoratore, sempre calmo e affidabile, la voce della ragione del gruppo. Agisce spesso come un fratello maggiore per Ichigo e ha un debole per lei, ma non in senso romantico. Si occupa di Caramel, il suo Spirito dei Dolci, come fosse una sorellina e si commuove quando lei fa qualcosa di carino per lui. Fisicamente, è il più alto dei tre principi, ha i capelli neri e porta gli occhiali.

### Spiriti dei Dolci
Vanilla (バニラ?, Banira)
Doppiata da: Ayana Taketatsu (ed. giapponese)
È lo Spirito dei Dolci di Ichigo. Ichigo e Vanilla si considerano tra loro migliori amiche e Vanilla è molto fedele alla sua partner. Gioca spesso un ruolo importante nell'incoraggiare Ichigo ogni volta che questa si sente demoralizzata da un fallimento. Bisticcia spesso con Chocolat, lo spirito di Kashino. Come Ichigo, è golosa di dolci ed è molto affettuosa e dolce.
Chocolat (ショコラ?, Shokora)
Doppiata da: Yuri Yamaoka (ed. giapponese)
È lo Spirito dei Dolci di Kashino e, come da nome, è specializzato nel cioccolato. È pragmatica, competitiva e combattiva e anche piuttosto irascibile, ma allo stesso tempo un po' fifona. Spesso rimprovera Ichigo, ma si preoccupa per lei e la aiuta quando ne ha bisogno. Litiga spesso con Vanilla e rimprovera spesso lei e Caramel. Ha una cotta per Kasshy, uno Spirito dei Dolci identico a Kashino, capo della banda dei malvagi. Come Kashino, anche lei è un classico esempio di carattere tsundere.
Café (カフェ?, Kafe)
Doppiato da: Sachika Misawa (ed. giapponese)
È lo Spirito dei Dolci di Hanabusa ed è specializzato nel caffè. È gentile, intelligente e molto tranquillo, un vero "gentleman". Va talmente d'accordo con Hanabusa che i due sono praticamente in simbiosi.
Caramel (キャラメル?, Kyarameru)
Doppiata da: Mayu Iino (ed. giapponese)
È lo Spirito dei Dolci di Ando. Come Ichigo, è piuttosto goffa e pasticciona e si mette a piangere facilmente. Termina quasi tutte le sue frasi con "desu" (come a dire "vero?"). Ha un terribile senso dell'orientamento, infatti si perde spesso nel bosco dell'accademia St. Marie, e considera Ando come suo fratello maggiore.
Honey (ハニー?, Hanī)
Doppiata da: Eri Kitamura (ed. giapponese)
È lo Spirito dei Dolci di Mari Tennouji. Gli altri Spiriti dei Dolci hanno grande rispetto nei suoi confronti. Ha lunghi capelli biondi e mossi e occhi giallo-dorati. Le sue ali hanno una forma piuttosto allungata (a differenza della maggior parte degli altri Spiriti, che le hanno più rotondeggianti), porta una coroncina in testa e indossa un abito marrone e giallo a righe. La sua bacchetta utensile è uno spargimiele, invece di un cucchiaio o una forchetta come per tutti gli altri Spiriti dei Dolci. Ricorda molto la sua partner Mari Tennouji sia nell'aspetto fisico che nella sua personalità (molto composta e distaccata).
Marron (マロン?, Maron)
Doppiata da: Sayuri Yahagi (ed. giapponese)
È lo Spirito dei Dolci di Miya Koshiro. La sua specialità sono, ovviamente, le castagne. Chocolat e gli altri Spiriti dei Dolci notano subito che la personalità di Marron e quella di Miya sono molto simili e per questo spingono con successo Marron a scegliere la Miss come partner. In un primo momento, vedendo l'atteggiamento insolitamente depresso di Miya (era appena stata sconfitta nel Cake Gran Prix), declina, ma dopo aver visto Miya lanciare una sfida alla più promettente studentessa dell'accademia St.Marie, Mari Tennouji, decide di diventare la sua partner. Ha l'abitudine di guardare dall'alto in basso le altre persone.
Basil (バジル?, Bajiru)
Doppiato da: Tomokazu Sugita (ed. giapponese)
È lo Spirito dei Dolci di Riccardo Benigni, lo studente italiano donnaiolo che frequenta l'accademia St.Marie a Parigi.
Mint (ミント?, Minto)
Doppiata da: Yui Ogura (ed. giapponese)
È lo Spirito dei Dolci di Lemon ed è specializzata in menta. Come la sua partner, ammira Vanilla. È più piccola degli altri spiriti e, per questo, molto ingenua e infantile, oltre che molto dolce.
Maize (メイズ?, Meizu)
Doppiata da: Minori Chihara (ed. giapponese)
È lo Spirito dei Dolci di Johnny ed è specializzata in dolci fritti. Ha una grande forza volontà, tanto che chiunque s'inchina davanti a lei. È molto gentile, ma può anche essere molto severa. Ha il potere sufficiente per bruciare la gente. Non è molto brava in giapponese e tende ad usare parole inglesi nelle sue frasi. Appare nella seconda serie.

### Altri personaggi
Henri Lucas (アンリ・リュカス?, Anri Ryukasu)
Doppiato da: Daisuke Kishio (ed. giapponese)
È il pronipote di Marie Lucas, fondatrice dell'accademia St. Marie. Ha 26 anni ed è nato il 14 febbraio sotto il segno dell'Acquario. È un genio pasticciere che insegna alla St. Marie ed è colui che spinge Ichigo ad iscriversi. A causa di circostanze sconosciute, si trasferisce per insegnare presso la St. Marie parigina quando Ichigo inizia la scuola. Tornerà successivamente in Giappone in qualità di giudice al Cake Grand Prix. È affascinante, calmo e composto, un vero gentiluomo ma è anche molto severo e pretende sempre il massimo dalle persone. Mostra grande fiducia nelle qualità di Ichigo e Mari (una delle competitrici nel Gran Prix) come future pasticcere. Ha uno Spirito dei Dolci, ma non si vede mai. I tre Principi dei Dolci sono piuttosto gelosi del suo affetto nei confronti di Ichigo e dell'ammirazione di lei per lui. Kashino lo vede come un rivale, perché sembra che Ichigo abbia una cotta per lui (in realtà i sentimenti di Ichigo non arriveranno mai al romantico vero e proprio, si tratterà più un'adorazione da grande fan). È anche precisato che Henri non è solo un maestro nei dolci, ma anche un maestro di danza.
Mari Tennouji (天王寺 麻里?, Tennouji Mari)
Doppiata da: Eri Kitamura (ed. giapponese)
Una delle allieve predilette di Henri Lucas, è la presidentessa del consiglio degli studenti della scuola. Ha 17 anni ed è nata il 2 novembre. È conosciuta come un genio in pasticceria e ha ricevuto molti riconoscimenti per il suo eccellente lavoro. È una vera lady, calma e composta, ma è anche competitiva, perfezionista e tendente all'invidia e alla gelosia. Nonostante la differenza d'età, ha una tremenda cotta per Henri Lucas. Sembra essere interessata alle abilità di Ichigo e al suo super-sviluppato "senso del gusto". Al Gran Premio, Henri dà un voto più alto a Ichigo e ciò fomenterà la sua gelosia per i sentimenti di stima, rispetto ed affetto che Henri dimostra per Ichigo, più giovane e inesperta di lei. Nella seconda stagione vive a New York dove gestisce la pasticceria locale di Henri insieme a Rick, di cui diventa molto amica. Inizialmente fatica a staccarsi da Henri e il suo unico pensiero è quello di riuscire a camminare al suo fianco ma grazie ad Amano, mandata proprio da Henri insieme a Kashino, Lemon e Johnny, e a Linda una ballerina conosciuta in città e di cui diventa molto amica dedicandole anche una torta, capisce di non dover sempre dipendere dall'uomo e inizia a concentrarsi maggiormente su di sé e sul suo talento; inoltre comincia a sviluppare un grande affetto per Amano. Il suo Spirito dei Dolci è Honey.
Miya Koshiro (小城 美夜?, Koshiro Miya)
Doppiata da: Sayuri Yahagi (ed. giapponese)
È chiamata "Miss" dagli altri studenti perché è l'unica figlia del presidente della celebre società "Château Seika", il principale sponsor dell'accademia St. Marie. Ha un anno in più rispetto a Ichigo e ai Principi dei Dolci. Ha una cotta, più un'ossessione in realtà, per Kashino e lo perseguita attivamente con tutti i numerosi mezzi a sua disposizione, convinta di essere ricambiata nonostante il ragazzo non la sopporti. È gelosissima di Ichigo e cerca in ogni modo di allontanarla da Kashino. Il suo Spirito dei Dolci è Marron. Nonostante abbia perso contro il team di Tennouji al primo turno del Cake Grand Prix, grazie all'influenza del padre riesce ad imbucarsi al World Gran Prix unendosi al team di Andorra (creato appositamente per tale scopo). Grazie alla sua provenienza da una famiglia ricchissima e dato che il padre la vizia in modo vergognoso, Miya ha sempre accesso agli ingredienti più costosi e di primissima qualità. Assume inoltre pasticcieri di fama mondiale come insegnanti privati. Convinta di essere la migliore, comanda a bacchetta la sua squadra e pensa che tutti siano sempre pronti a servirla, nonostante la presunzione e l'egoismo ha però anche una grande determinazione e fa di tutto per raggiungere i propri obiettivi anche se ciò significasse barare e usare mezzi illeciti.
Rumi Kato (加藤 留美?, Katō Rumi)
Doppiata da: Asumi Kodama (ed. giapponese)
È la compagna di stanza e migliore amica di Ichigo all'accademia St. Marie. Difende sempre Ichigo quando è vittima di bullismo da parte degli altri studenti e fa un gran tifo per il gruppo Ichigo al Cake Gran Prix. Parla in un dialetto tipico di Osaka e questo fa pensare che provenga da questa città. È una ragazza gentile e allegra. Frequenta la stessa classe di Ichigo e appartiene al gruppo C. Ha una relazione a distanza con il suo ragazzo, Takuya.
Lemon Yamagishi (山岸 レモン?, Yamagishi Remon)
Doppiata da: Mariya Ise (ed. giapponese)
È una studentessa dell'accademia St. Marie di Parigi che sfida il team di Ichigo nelle prime fasi del Cake Grand Prix. Impara poi da Ichigo, che ammira, ad essere umile e ritorna a Parigi. Nella seconda serie, si trasferisce in Giappone e si unisce al team di Ichigo per lavorare sul progetto di Henri. Ha saltato un anno grazie al fatto che ha ottenuto il massimo dei voti ed è nel Gruppo A con Ichigo, Rumi e Johnny. È una ragazza molto allegra e spensierata ed è sempre pronta a dare una mano alla sua amica Ichigo per la quale prova una grande ammirazione. Il suo Spirito dei Dolci è Mint.
Johnny McBeal (ジョニー・マクビール?, Jonī Makubīru)
Doppiato da: Akio Suyama (ed. giapponese)
È uno dei membri del Gruppo A con Ichigo nella seconda stagione, anche se lui preferisce lavorare in modo indipendente. Trasferitosi dall'America, è il cugino di Miya Koshiro. Il suo sogno è quello di creare un dolce che richiami l'America. Quando incontra Ichigo, se ne innamora perdutamente e diventa geloso di Kashino, che a sua volta diventa molto geloso del ragazzo. Fa parte del progetto di Henri Lucas, lavorando con Lemon, Ichigo e Kashino. Appare nella seconda serie.
Riccardo Benigni (リッカルド・ベニーニ?, Rikkarudo Benīni)
Doppiato da: Tomokazu Sugita (ed. giapponese)
È uno studente italiano presso il campus principale dell'accademia St.Marie, a Parigi. Ha gli occhi blu e capelli chiari (nell'anime sono azzurri). Conosce Ichigo e poi i Principi dei Dolci nella metropolitana di Parigi. È soprannominato Rick. È interessato ad Ichigo ed è un farfallone peggiore di Hanabusa, con cui ha immediatamente un'accesa rivalità nel flirtare con Ichigo (è il classico stereotipo del "latin lover"). Nella seconda stagione vive a New York dove gestisce la pasticceria locale di Henri Lucas insieme a Mari, della quale diventa molto amico. Ha inoltre uno Spirito dei Dolci di nome Basil e guida uno scooter.
Morris (モーリス?, Mōrisu)
Doppiato da: Atsushi Abe (ed. giapponese)
È uno chef professionista della pasticceria francese. Compare nell'episodio 31, quando insegna la tecnica della "pièce montée" (un dolce tradizionale francese scultoreo) al gruppo Koshiro. Pur essendo un aiutante del gruppo della Miss, non sopporta i modi presuntuosi e viziati della ragazza e la sottomissione dei suoi compagni, e dopo aver assaggiato il dolce di Kashino si complimenta con lui e il suo gruppo considerandoli migliori del rivale.
Regina degli Spiriti dei Dolci (ケーキの女王の霊?, Kēki no Joō no rei)
Doppiata da: Kikuko Inoue (ed. giapponese)
Regina del Regno degli Spiriti dei Dolci, raccoglie le schede dei dolci che gli spiriti fanno con i loro partner e protegge inoltre l'Accademia St. Marie. Talvolta Ichigo le rivolge una preghiera prima di sfide particolarmente impegnative.
Yosuke Sakaguchi (坂口 洋介?, Sakaguchi Yōsuke)
Doppiato da: Masahito Yabe (ed. giapponese)
È un musicista che faceva parte del quintetto "Miles Jarrett", un famoso gruppo Jazz di New York di cui Kashino è grande fan. Sa suonare la tromba. Si aggregò alla band sette anni prima degli eventi narrati nella storia, lasciando la sua ragazza, Mariko, senza tuttavia mai dimenticarla. Nell'episodio 12 torna in Giappone e cerca Mariko per tutta la città con l'aiuto di Ichigo, Kashino, Hanabusa e Ando. Alla fine la trova e i due passano insieme la notte di Natale.
Kyoko Amano (天野 杏子?, Amano Kyōko)
Doppiata da: Saori Seto (ed. giapponese)
È la madre di Ichigo e Natsume. Insegna pianoforte. È una donna sicura e protettiva ma anche abbastanza severa e inizialmente è preoccupata per l'apparente mancanza di qualunque talento in Ichigo ma riconoscerà le sue abilità da pasticcera e la appoggerà sempre, dalla sua iscrizione all'Accademia alla sua partenza per Parigi per il Cake Grand Prix e per i due anni che dovrà passare a studiare lì avendo vinto la competizione. Ammira molto i Principi dei Dolci e spera tanto che Ichigo si sposi in futuro con uno di loro.
Shigeru Amano (天野 茂?, Amano Shigeru)
Doppiato da: Takashi Ōhara (ed. giapponese)
È il padre di Ichigo e di Natsume. Fa il pittore, è molto legato alle figlie e non vorrebbe mai allontanarsi da loro, infatti quando Ichigo decide di andare all'accademia St.Marie, all'inizio è contrario. Quando conosce i Principi dei Dolci e la moglie si diverte a immaginare quale dei tre Ichigo sposerà in futuro (con grande imbarazzo della ragazza); è geloso della sua "bambina". Quando Ichigo deve partire per Parigi è inizialmente contrario ma poi riconosce il talento della figlia e le augura buona fortuna.
Natsume Amano (天野 夏目?, Amano Natsume)
Doppiata da: Mariko Mizuno (ed. giapponese)
È la sorella minore di Ichigo. È molto brava al pianoforte e frequenta la scuola di musica "East Sound Campus". È anche lei molto vivace ma è più responsabile della sorella e per niente goffa. Quando conosce i Principi dei Dolci li considera immediatamente bellissimi e si meraviglia che la sorella non abbia mai fatto niente con nessuno di loro.
Michiko Amano (天野 美智子?, Amano Michiko)
Doppiata da: Tamie Kubota (ed. giapponese)
È la defunta nonna di Ichigo. È lei che le ha fatto amare i dolci. Da giovane frequentava il campus principale dell'Accademia St.Marie, a Parigi. Aveva una pasticceria in un paesino di campagna e uno Spirito dei Dolci speciale, molto anziano e saggio: Sage (salvia), che Ichigo poi incontra nel Regno dei Dolci.
Hikaru Amano (天野 ヒカル?, Amano Hikaru)
Doppiato da: Takamasa Mogi (ed. giapponese)
È lo zio di Ichigo e ha ereditato la pasticceria di sua madre dopo che è morta. Ha 20 anni e possiede una moto nera. È calvo ed ogni volta che sorride il cranio gli brilla. Con lui il negozio ha preso aria nuova; infatti, la prima volta che lo si vede, dice che in due ore aveva finito i dolci e le torte. È un eccellente cuoco, ma non ha mai frequentato l'accademia St. Marie.
Ichita Ando (安藤 一太?, Andō Ichita)
Doppiato da: Riko Hirai (ed. giapponese)
È il fratello di Sennosuke, Chio, Mari e Momoe. Ha soprannominato Ichigo "maiale dei dolci". Fa la sua prima apparizione nell'episodio 4. È il secondogenito della famiglia, dopo Sennosuke. Assomiglia per carattere a Kashino. La sua età oscilla tra i nove e i dieci anni. All'inizio dice di odiare i dolci, ma solamente, si scopre poi, perché gli hanno portato via il fratello, iscritto alla St.Marie. È molto bravo a fare la marmellata di fagioli, dolce tradizionale giapponese che la sua famiglia si tramanda di generazione in generazione.
Kana Koizumi (小泉 仮名?, Koizumi Kana)
Doppiata da: Satomi Satō (ed. giapponese)
Ha 14 anni e frequenta l'Accademia St. Marie. È nel gruppo C con Rumi, di cui diventa molto amica. Ha una sorellina minore, Ringo, grazie alla quale diverrà una buona amica di Ichigo e dei tre principi dei dolci. Le piace Ando. È una ragazza dolce e gentile sempre disposta a dare una mano a chi ne ha bisogno.
Ringo Koizumi (小泉 林檎?, Koizumi Ringo)
Doppiata da: Yui Ogura (ed. giapponese)
È la sorella minore di Kana. Dopo il suo trasferimento trova difficoltà a fare amicizia con gli altri bambini dell'asilo, ma dopo che Ichigo prepara per lei una torta con l'aiuto dei Principi dei Dolci, i suoi compagni di asilo iniziano a considerarla e sua sorella maggiore Kana inizia ad avere degli amici alla St. Marie.

### La banda dei malvagi
La banda dei malvagi compare nell'anime nell'episodio 13, quando Ichigo va nel Regno dei Dolci. Si tratta di un gruppo di tre Spiriti dei Dolci: Kasshy, Narcy e Andy. Si considerano i migliori pur non frequentando attualmente la scuola reale. Questo ora non gli è possibile perché gli sono stati confiscati i cucchiai magici come punizione: Kasshy, Narcy ed Andy dovevano partecipare ad un concorso culinario, Kasshy rubò la ricetta di un pasticciere reale e il loro gruppo vinse. La Regina, tuttavia, scoprì il misfatto e li punì togliendo loro i cucchiai. Per tale motivo ora usano cucchiai di legno. Alla fine, riusciranno a riconquistare i loro cucchiai dopo che la regina assaggerà i loro biscotti.
Kasshy (カッシー?, Kasshī)
Doppiato da: Nobuhiko Okamoto (ed. giapponese)
Il capo della banda dei malvagi. Assomiglia molto a Kashino, infatti lo si può considerare la sua versione Spirito dei Dolci. Si ritiene il migliore nel Regno dei Dolci in fatto di cioccolato. Si è nominato da solo "il Re Stemperatore". Ha una cotta per Chocolat.
Narcy (ナルシー?, Narushī)
Doppiato da: Tsubasa Yonaga (ed. giapponese)
Fa parte della banda dei malvagi. Assomiglia molto a Hanabusa, infatti lo si può considerare la sua versione Spirito dei Dolci. Dice che ruba i cuori di tutte le ragazze con le sue statue di zucchero. Si fa chiamare "il Conte delle Rose". Chiama Honey "Honey pie" (tipo "dolcezza mia") per flirtare.
Andy (アンディー?, Andī)
Doppiato da: Shinya Hamazoe (ed. giapponese)
Fa parte della banda dei malvagi. Assomiglia molto ad Ando, infatti lo si può considerare la sua versione Spirito dei Dolci. Si considera il mago della marmellata di fagioli rossi giapponesi (azuki). Si fa chiamare "lo Stenditore".

## Manga
Il manga è stato pubblicato sulla rivista Ribon a partire dal 3 settembre 2008 e successivamente è stato serializzato in 10 tankōbon per conto della Shūeisha, pubblicati tra il 15 dicembre 2008 e il 14 ottobre 2011. Ogni capitolo è chiamato "recette" (termine francese per "ricetta"). Nel 2010, l'opera ha vinto il Shogakukan Manga Award come 'miglior manga per ragazzi'. È arrivato anche a Taiwan per Sharp Point Press.

### Volumi
| 1  | 15 dicembre 2008 | ISBN 978-4-08-856860-7 |
| 1  | Capitoli 1-3     |                        |
| 2  | 15 aprile 2009   | ISBN 978-4-08-856882-9 |
| 2  | Capitoli 4-7     |                        |
| 3  | 15 agosto 2009   | ISBN 978-4-08-867010-2 |
| 3  | Capitoli 8-11    |                        |
| 4  | 13 novembre 2009 | ISBN 978-4-08-867020-1 |
| 4  | Capitoli 12-14   |                        |
| 5  | 4 febbraio 2010  | ISBN 978-4-08-867036-2 |
| 5  | Capitoli 15-17   |                        |
| 6  | 14 maggio 2010   | ISBN 978-4-08-867053-9 |
| 6  | Capitoli 18-20   |                        |
| 7  | 12 agosto 2010   | ISBN 978-4-08-867069-0 |
| 8  | 15 dicembre 2010 | ISBN 978-4-08-867088-1 |
| 9  | 13 maggio 2011   | ISBN 978-4-08-867119-2 |
| 10 | 14 ottobre 2011  | ISBN 978-4-08-867145-1 |

## Anime
La serie animata è stata accidentalmente annunciata nel giugno 2009 da un elenco di serie basate su giochi di carte. Comincia ad essere trasmessa il 4 ottobre dello stesso anno su Yomiuri TV e, simultaneamente, su Crunchyroll sottotitolato in inglese. I dolci all'interno della serie sono stati creati dallo chef pasticciere Sadaharu Aoki. Una storia parallela alla serie, intitolata Yumeiro Pâtissière: Mune kyun♥Tropical Island! (夢色パティシエール 胸キュン♥トロピカルアイランド！?, Yumeiro Patishiēru Mune kyun♥Toropikaru Airando!), è stata proiettata al Natsu Doki– Ribon–kko Party 55 della rivista Ribon nell'estate 2010; l'episodio è stato poi pubblicato in DVD con il numero di novembre della rivista. Una seconda serie, ambientata due anni dopo, intitolata Yumeiro Pâtissière SP: Professional (夢色パティシエールＳＰ プロフェッショナル?, Yumeiro Patishiēru SP Purofesshonaru) aggiunge nuovi personaggi.

### Episodi
Ogni episodio è chiamato "recette" (termine francese per "ricetta"). Il primo di 13 DVD è uscito il 3 marzo 2010.
| Nº                                               | Titolo italiano (traduzione letterale) Giapponese 「Kanji」 - Rōmaji | In onda           | In onda |
| Nº                                               | Titolo italiano (traduzione letterale) Giapponese 「Kanji」 - Rōmaji | Giapponese        |         |
| Yumeiro Pâtissière (50 episodi)                  | |                   |         |
| recette 1                                        | Io, diventerò una pâtissière! 「あたし、パティシエールになる！」 - Atashi, patishiēru ni naru!                                                                           | 4 ottobre 2009    |         |
| recette 2                                        | I leggendari Spiriti dei Dolci? 「伝説のスイーツ精霊？」 - Densetsu no Suītsu Supirittsu?                                                                                | 11 ottobre 2009   |         |
| recette 3                                        | Il Principe dei Dolci delle rose 「バラのスイーツ王子」 - Bara no Suītsu Ōji                                                                                             | 18 ottobre 2009   |         |
| recette 4                                        | Odio questi stupidi dolci! 「ケーキなんか大嫌いだ！」 - Kēki nanka daikirai da!                                                                                          | 25 ottobre 2009   |         |
| recette 5                                        | Angelo? Diavolo? Spirito?? 「天使？悪魔？精霊？？」 - Tenshi? Akuma? Supirittsu??                                                                                        | 1º novembre 2009  |         |
| recette 6                                        | La festa di compleanno all'asilo Piyo Piyo 「ぴよぴよ幼稚園のお誕生会」 - Piyo Piyo yōchien no otanjō-kai                                                                | 8 novembre 2009   |         |
| recette 7                                        | La torta di compleanno dell'amicizia 「仲良し誕生日ケーキ」 - Nakayoshi bāsudē kēki                                                                                      | 15 novembre 2009  |         |
| recette 8                                        | Il genio, il nemico naturale e la spontanea? 「天才と天敵と天然？」 - Tensai to tenteki to tennen?                                                                       | 22 novembre 2009  |         |
| recette 9                                        | Lo scontro fatale dei budini!! 「運命のプリン対決！！」 - Unmei no purin taiketsu!!                                                                                      | 29 dicembre 2009  |         |
| recette 10                                       | Il tortino alla fragola dei ricordi 「思いでのイチゴタルト」 - Omoide no ichigo taruto                                                                                   | 6 dicembre 2009   |         |
| recette 11                                       | Le madeleine dell'amicizia dei principi 「王子達の友情マドレーヌ」 - Ōji-tachi no yūjō madorēnu                                                                          | 13 dicembre 2009  |         |
| recette 12                                       | Il buon Natale del settimo anno 「七年目のメリークリスマス」 - Shichi-nenme no Merī Kurisumasu                                                                           | 20 dicembre 2009  |         |
| recette 13                                       | Dolci sogni felici 「ハッピー・スイーツ・ドリーム」 - Happī Suītsu Dorīmu                                                                                                | 27 dicembre 2009  |         |
| recette 14                                       | Si apra il sipario! Cake Gran Prix 「開幕！ケーキグランプリ」 - Kaimaku! Kēki Guran Puri                                                                                 | 10 gennaio 2010   |         |
| recette 15                                       | L'acqua di rose dei ricordi 「想い出のローズウォーター」 - Omoide no rōzu wōtā                                                                                           | 17 gennaio 2010   |         |
| recette 16                                       | Il ricordo della dolce rosa 「スイートローズメモリー」 - Suīto Rōzu Memorī                                                                                               | 24 gennaio 2010   |         |
| recette 17                                       | Sfida tra pasticcere! 「パティシエール対決！」 - Patishiēru taiketsu! | 31 gennaio 2010   |         |
| recette 18                                       | L'amara verità sulla famiglia di Kashino 「樫野家のビターな事情」 - Kashino ke no bitā na jijō                                                                           | 7 febbraio 2010   |         |
| recette 19                                       | Buon San Valentino 「ハッピー・バレンタイン」 - Happī Barentain | 14 febbraio 2010  |         |
| recette 20                                       | Una nemica potente!? La studentessa trasferitasi da Parigi 「強敵！？パリからの転校生」 - Kyōteki!? Pari kara no tenkōsei                                                | 21 febbraio 2010  |         |
| recette 21                                       | Il Maccha Gâteau Chocolat dell'amicizia 「友情の抹茶ガトーショコラ」 - Yūjō no Maccha Gatō Shokora                                                                       | 28 febbraio 2010  |         |
| recette 22                                       | I dolci perfetti della promessa 「約束の絶品スイーツ」 - Yakusoku no zeppin suītsu                                                                                       | 7 marzo 2010      |         |
| recette 23                                       | L'illusione di Ichigo? 「いちご・イリュージョン？」 - Ichigo iryūjon? | 14 marzo 2010     |         |
| recette 24                                       | La torta al cioccolato della sfida d'amore! 「愛のチョコケーキ対決！」 - Ai no choko kēki taiketsu!                                                                      | 21 marzo 2010     |         |
| recette 25                                       | Addio Kashino 「さよなら樫野」 - Sayonara Kashino | 28 marzo 2010     |         |
| recette 26                                       | L'incubo della principessa dell'impero! 「オジョー帝国の悪夢！」 - Ojō teikoku no akumu!                                                                                 | 4 aprile 2010     |         |
| recette 27                                       | Surprise Sweets 「サプライズスイーツ」 - Sapuraizu Suītsu | 11 aprile 2010    |         |
| recette 28                                       | Ichigo, Natsume e i Principi 「イチゴとなつめと王子さま」 - Ichigo to Natsume to Ōji-sama                                                                                | 18 aprile 2010    |         |
| recette 29                                       | Le mille crêpe dei legami 「絆のミルクレープ」 - Kizuna no miru kurēpu                                                                                                   | 25 aprile 2010    |         |
| recette 30                                       | Miracle cheesecake 「ミラクルチーズケーキ」 - Mirakuru chīzukēki | 2 maggio 2010     |         |
| recette 31                                       | La principessa e l'ereditiera 「姫とオジョー」 - Hime to ojō | 9 maggio 2010     |         |
| recette 32                                       | Tropical Paradise! 「トロピカル・パラダイス！」 - Toropikaru Paradaisu!                                                                                                  | 16 maggio 2010    |         |
| recette 33                                       | Strawberry Panic! 「ストロベリー・パニック！」 - Sutoroberī Panikku! | 23 maggio 2010    |         |
| recette 34                                       | La combinazione più forte nella storia! 「史上最強のコンビ！」 - Shijō saikyō no konbi!                                                                                  | 30 maggio 2010    |         |
| recette 35                                       | Benvenuto, professor Henri 「ようこそ、アンリ先生」 - Yōkoso, Anri-sensei                                                                                                | 6 giugno 2010     |         |
| recette 36                                       | La notte prima delle finali! 「決戦前夜！」 - Kessen zenya! | 13 giugno 2010    |         |
| recette 37                                       | Sentimenti incrollabili 「ゆずれない想い」 - Yuzurenai omoi | 20 giugno 2010    |         |
| recette 38                                       | Il percorso chiuso 「閉ざされた道」 - Tozasareta michi | 27 giugno 2010    |         |
| recette 39                                       | La ricetta scomparsa 「消えたレシピ」 - Kieta reshipi | 4 luglio 2010     |         |
| recette 40                                       | Bonjour! Parigi 「ボンジュール！パリ」 - Bonjūru! Pari | 11 luglio 2010    |         |
| recette 41                                       | Il quarto Principe dei Dolci? 「４人目のスイーツ王子？」 - 4-nin-me no Suītsu Ōji?                                                                                       | 18 luglio 2010    |         |
| recette 42                                       | Il gelato della felicità 「幸せのジェラート」 - Shiawase no jerāto | 25 luglio 2010    |         |
| recette 43                                       | Sotto l'albero di arance 「オランジュの木の下で」 - Oranju no ki no shita de                                                                                             | 1º agosto 2010    |         |
| recette 44                                       | Chocolate Princess 「チョコレート・プリンセス」 - Chocoretto Purinsesu                                                                                                   | 8 agosto 2010     |         |
| recette 45                                       | Bon Bon Chocolat de Tour 「ボンボンショコラ・デ・ツアー」 - Bon Bon chokora de tsuā                                                                                      | 15 agosto 2010    |         |
| recette 46                                       | La ricetta della nonna 「お婆ちゃんのレシピ」 - Obā-chan no reshipi | 22 agosto 2010    |         |
| recette 47                                       | La Parigi trovata nel cortile di casa 「裏庭で見つけたパリ」 - Uraniwa de mitsuketa Pari                                                                                 | 5 settembre 2010  |         |
| recette 48                                       | Non può essere! Professor Henri 「ウソでしょ！アンリ先生」 - Uso desho! Anri-sensei                                                                                      | 12 settembre 2010 |         |
| recette 49                                       | La finale! Il palazzo di Versailles 「決戦！ベルサイユ宮殿」 - Kessen! Berusaiyu kyūden                                                                                  | 19 settembre 2010 |         |
| recette 50                                       | La torta dei sogni di Ichigo 「夢のいちごタルト」 - Yume no Ichigo taruto                                                                                                | 26 settembre 2010 |         |
| Yumeiro Pâtissière SP: Professional (13 episodi) | |                   |         |
| recette 1 (51)                                   | Marie's Garden ~Si divide! Il team di Ichigo~ 「マリーズ・ガーデン～解散！チームいちご～」 - Marīzu Gāden ~Kaisan! Chīmu Ichigo~                                         | 3 ottobre 2010    |         |
| recette 2 (52)                                   | Marie's Garden ~Johnny e Maize~ 「マリーズ・ガーデン～ジョニーとメイズ～」 - Marīzu Gāden ~Jonī to Meizu~                                                                | 10 ottobre 2010   |         |
| recette 3 (53)                                   | Marie's Garden ~Il nuovo team di Ichigo?~ 「マリーズ・ガーデン～新チームいちご？～」 - Marīzu Gāden ~Shin Chīmu Ichigo?~                                                 | 17 ottobre 2010   |         |
| recette 4 (54)                                   | Marie's Garden ~Rose d'occasione e rose d'eliminazione~ 「マリーズ・ガーデン～チャンスロスと廃棄ロス～」 - Marīzu Gāden ~Chansu rosu to haiki rosu~                      | 24 ottobre 2010   |         |
| recette 5 (55)                                   | Gita nel Regno dei Dolci ~La spedizione degli Spiriti per l'inesplorato~ 「スイーツ王国ツアー～スピリッツで秘境探険～」 - Suītsu Ōkoku tsuā ~Supirittsu de hikyō tanken~ | 31 ottobre 2010   |         |
| recette 6 (56)                                   | Gita nel Regno dei Dolci ~Persi nella Foresta di Baum~ 「スイーツ王国ツアー～バウムの森で迷って～」 - Suītsu Ōkoku tsuā ~Baumu no Mori de mayotte~                       | 7 novembre 2010   |         |
| recette 7 (57)                                   | Gita nel Regno dei Dolci ~Il tesoro trovato durante il viaggio~ 「スイーツ王国ツアー～旅で見つけた宝物～」 - Suītsu Ōkoku tsuā ~Tabi de mitsuketa takaramono~            | 14 novembre 2010  |         |
| recette 8 (58)                                   | Dance & Rhapsody ~Lonely Heart~ 「ダンス＆ラプソディ～ロンリー・ハート～」 - Dansu & Rapusodi ~Ronrī Hāto~                                                               | 21 novembre 2010  |         |
| recette 9 (59)                                   | Dance & Rhapsody ~Step Up~ 「ダンス＆ラプソディ～ステップ・アップ～」 - Dansu & Rapusodi ~Suteppu Appu~                                                                  | 28 novembre 2010  |         |
| recette 10 (60)                                  | Dance & Rhapsody ~My Sweet Home~ 「ダンス＆ラプソディ～マイ・スイート・ホーム～」 - Dansu & Rapusodi ~Mai Suīto Hōmu~                                                    | 5 dicembre 2010   |         |
| recette 11 (61)                                  | Morning Glory ~Notte di tempesta~ 「モーニング・グローリー～嵐の夜～」 - Mōningu Gurōrī ~Arashi no yoru~                                                                 | 12 dicembre 2010  |         |
| recette 12 (62)                                  | Morning Glory ~Notte fredda~ 「モーニング・グローリー～冷たい夜～」 - Mōningu Gurōrī ~Tsumetai yoru~                                                                     | 19 dicembre 2010  |         |
| recette 13 (63)                                  | Morning Glory ~Notte Santa~ 「モーニング・グローリー～聖なる夜～」 - Mōningu Gurōrī ~Seinaru Yoru~                                                                       | 26 dicembre 2010  |         |

### Colonna sonora
La sigla di apertura e quella di chiusura della prima serie sono state pubblicate in CD dalla Columbia Music Entertainment il 20 gennaio 2010 in edizione normale e limitata. Le soundtrack della serie sono uscite il 21 aprile 2010 con il titolo Yumeiro Pâtissière KiraKira☆Music (夢色パティシエール きらきら☆ミュージック?).
Sigla di apertura
- Yume ni Yell! Pâtissière♪ (夢にエール！パティシエール♪?), di Mayumi Gojo (ep. 1-50)
- Sweet Romance, di Mayumi Gojo (seconda serie; ep. 1-13 [51-63])

Sigla di chiusura
- Ichigo no Miracle-le (いちごのミラクルール?), di Yukina Sugihara (ep. 1-50)
- HOME MADE HAPPY, delle Primavera (seconda serie; ep. 1-13 [51-63])

## Videogiochi
Tra il 2009 e 2010 sono usciti in Giappone dei videogiochi sviluppati da Konami.
| Nº | Titolo videogioco                                                                 | Pubblicazione        | Data uscita    |
| -- | --------------------------------------------------------------------------------- | -------------------- | -------------- |
| 1  | Yumeiro Pâtissière: My Sweet Cooking (夢色パティシエール マイスイーツクッキング?) | Konami (Nintendo DS) | 27 maggio 2010 |
| 2  | Yumeiro Pâtissière: Sweets Deco Cards (夢色パティシエール スイーツデコカード?)    | Konami               |                |
| 3  | Yumeiro Pâtissière: My Sweets Cards (夢色パティシエール マイスイーツカード?)      | Konami               |                |

## Accoglienza
Carlos Santos di Anime News Network descrisse l'anime «una serie a tema dolciario così piena di cliché che è difficile dire dove il plagio si fermi e l'originale inizi»; in altre recensioni sullo stesso sito i pareri sulla serie erano leggermente più positivi. Carl Kimlinger lo definì un «piccolo svago zuccheroso che non danneggia alcuna sensibilità». Theron Martin suggerì o mangiare prima o durante la visione poiché «è senza dubbio una delle serie più gustose», ma aggiunse che «il design dei dolci sono certamente il punto culminante visivo, altrimenti l'arte e la tecnica sono piuttosto insignificanti». Summer Mullins notò che i dolci sono la migliore parte dell'animazione, dicendo che «quegli scatti dettagliati [dei dolci] mettono in evidenza il fatto che l'animazione in alcune parti è così-così». A partire dall'11 maggio 2010 il sito di Crunchyroll elencò Yumeiro Pâtissière con un voto complessivo di 4,8 stelle su 5, con un totale di 1761 voti.